# Machilus pyramidalis
Machilus pyramidalis är en lagerväxtart som beskrevs av Hsi Wen Li. Machilus pyramidalis ingår i släktet Machilus och familjen lagerväxter. Inga underarter finns listade i Catalogue of Life.